# 아민 구이리
아민 페리드 구이리(프랑스어: Amine Ferid Gouiri, 2000년 2월 16일 ~ )는 프랑스에서 태어난 알제리의 축구 선수이다. 그의 포지션은 스트라이커로, 현재 리그 1의 마르세유에서 활약하고 있다.

## 클럽 경력

### 리옹
2013년을 기점으로 리옹에 입단한 구이리는 2017년 7월 3일, 리옹과 첫 프로 계약을 맺었다. 계약 기간은 3년이었다.
국제적으로 유명한 유망주인 구이리는 2016년 9월 10일, 16세의 나이로 보르도와의 리그 1 경기에서 리옹의 벤치에 앉았고, 17세에 리옹 B에서 데뷔했다. 2017년 11월 19일, 그는 0-0으로 비긴 몽펠리에와의 리그 1 홈경기에서 73분에 탕기 은돔벨레와 교체 투입되어 1군 데뷔전을 치렀다.

### 니스
2020년 7월 1일, 구이리는 €7M의 이적료에 같은 리그 1의 니스와 4년 계약을 맺고 이적하였다. 2020년 8월 23일, 그는 니스에서의 첫 경기인 2-1로 이긴 승격팀 랑스와의 리그 홈경기에서 멀티골을 기록했고, 지난 70년 동안 이어진 기록을 경신하며 프랑스 1부 리그에서 클럽 데뷔 후 최소 2골을 기록한 최연소 선수가 되었다. 2020년 10월 29일, 그는 1-0으로 이긴 하포엘 베르셰바와의 2020-21년 UEFA 유로파리그 경기에서 결승골을 기록했다.

### 렌
2022년 9월 1일, 구이리는 렌과 2027년 6월 30일까지 5년 계약을 맺고 이적하였다.

## 국가대표팀 경력
프랑스 청소년 국가대표 일원으로 구이리는 2017년 UEFA U-17 축구 선수권 대회에서 7골을 넣으며 대회 득점왕을 차지했다. 대회에서 성공을 거둔 후, 구이리는 여러 유럽 클럽들의 관심을 받았고 가디언지에 의해 세계 축구 최고의 유망주 중 한 명으로 평가되었다.
구이리는 인도에서 열린 2017년 FIFA U-17 월드컵에서도 프랑스 대표로 참가했다, 그는 누벨칼레도니 U-17 대표팀을 상대로 한 대회 첫 경기에서 멀티골을 기록했다. 그는 이 대회에서 총 5골을 넣었다.
구이리는 2019년 UEFA U-19 축구 선수권 대회에서 조별리그 2차전 튀르키예와의 경기에서 멀티골을 기록했다. 그리고 3차전 잉글랜드 경기에서도 멀티골을 기록했다. 각각 5-0으로 승리하는데 기여하였다.

## 사생활
프랑스에서 태어난 구이리는 알제리 혈통이다.

## 수상 내역
리옹
- 쿠프 드 라 리그 준우승: 2019–20[19]

니스
- 쿠프 드 프랑스 준우승: 2021–22[20]

개인
- UEFA U-17 축구 선수권 대회 득점왕: 2017[21]
- UEFA U-17 축구 선수권 대회의 팀: 2017[22]